# منضدة

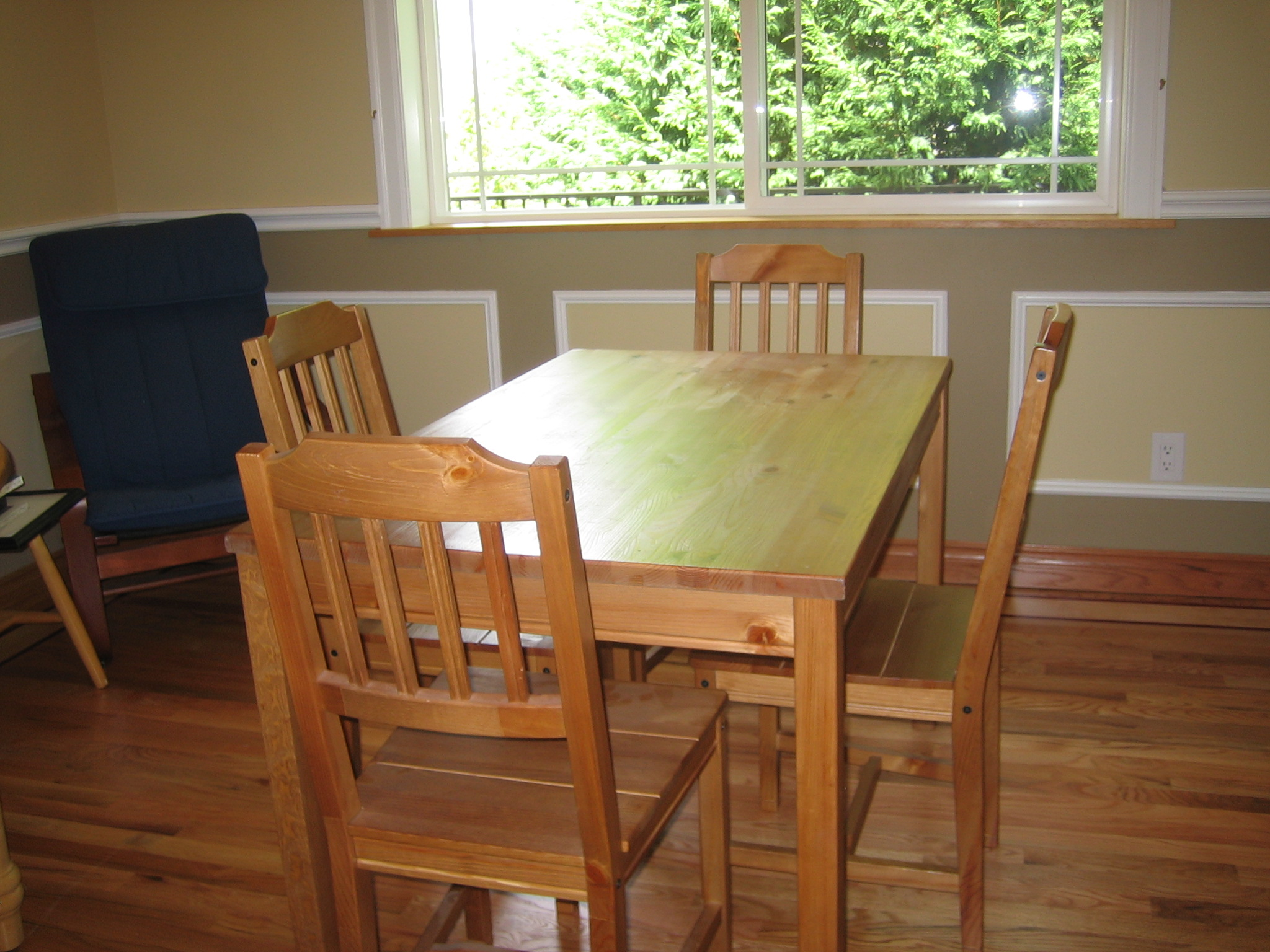
منضدة خشبية وحولها كراسي.

المنضدة (الجمع: مَنَاضِد) أو الطاولة (الجمع: طَاوِلَات) أو الخِوان أو الخُوان هي خشبة عريضة أو مستطيلة أو مستديرة بأربع قوائم، توضع عليها الأشياء، وهي جزء لا يتجزأ من الأثاث، حيثما كان أما في المنزل أو في المكتب، وليست كل المناضد مصنوعة من الخشب وحده بل مصنوعة من اللدائن والمعادن والزجاج أيضاً، وتزين المناضد عادة بالزينة مثل المزهريات وكما يوضع فوقها شراشف، ولا تستغني المنضدة عن الكراسي فهي برفقتها غالباً، وأحيانا تكون المنضدة وحيدة من دون كراسي.